# Zborul 3107 al TAROM

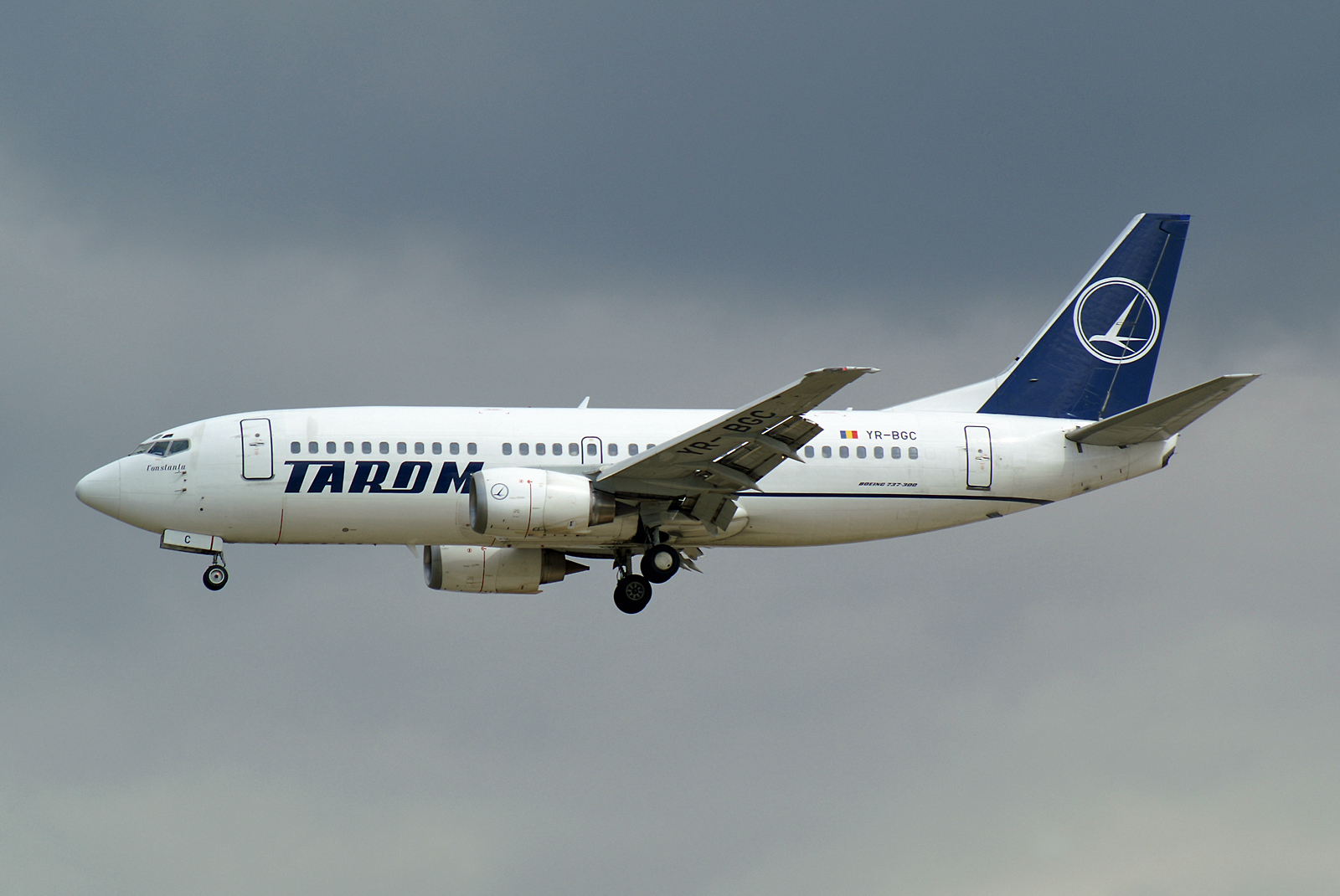
YR-BGC, avionul TAROM implicat în incident

Zborul 3107 al TAROM din 30 decembrie 2007 a făcut obiectul unui incident la decolare. La ora 11:33, aeronava Boeing 737 ce asigura zborul s-a lovit de o mașină utilitară pe pista aeroportului Henri Coandă din București, în momentul în care decola spre Sharm el-Sheikh, Egipt.

## Accident
Înainte de ora 11:00, o echipă de mentenanță a pătruns pe pista 08R a aeroportului Otopeni pentru a efectua reparații la iluminarea din centrul pistei. Echipa era compusă din 4 persoane și două mașini. Doi dintre muncitori erau la 600 m de pragul pistei, iar ceilalți la aproximativ 1500 m. Vizibilitatea era afectată de ceața densă.
La 10:49 echipa de mentenanță a contactat turnul de control pentru a obține aprobarea pentru a începe operațiunea. După zece minute, turnul a aprobat începerea lucrării. La un moment dat li s-a cerut echipelor să părăsească pista pentru a permite decolarea unui avion, dar apoi au reînceput lucrul.
Apoi, la 11:25:13, zborului 3107 i s-a permis să pătrundă pe pista 08R pentru decolare, primind permisiunea de decolare după un minut. Între 11:26:40 și 11:26:50 turnul de control a întrebat echipele de mentenanță dacă pista este liberă dar nu a primit vreun răspuns. La 11:27:04, în timp ce accelera pentru decolare, la o viteză de cca. 90 noduri, Boeingul 737 a lovit cu motorul 1 și trenul de aterizare din stânga o mașină aflată la 600 m de pragul pistei.
Avionul a ieșit în partea stângă a pistei și s-a oprit la 137 m de axul pistei și la 950 m de pragul pistei.

## Urmări
Avionul folosit pentru zborul 3107 a fost casat, neputând fi reparat în urma ieșirii de pe pistă. Accidentul a fost cel de-al 17-lea în care a fost casat un Boeing 737-300.